# Black Woman (1978)
"Black Woman" é uma canção da cantora reggae Judy Mowatt do álbum homônimo Judy Mowatt de 1978.
Este single é considerado um das 20 melhores músicas da história do reggae.